# The Blood Divine
The Blood Divine è stata una Gothic metal band fondata, nell'estate del 1995, da tre ex-membri dei Cradle of Filth (Paul Allender, Benjamin e Paul Ryan) e dall'ex-cantante degli Anathema Darren J. White.

## Formazione
- Darren J. White - voce (1995-1998)
- Paul Allender - chitarre (1995–1996)
- Paul Ryan - chitarre (1995-1998)
- Steve Maloney - basso (1995-1998)
- Was Sarginson - batteria (1995-1998)
- Benjamin Ryan - tastiere, organo, voce (1995-1998)

## Discografia
- Promo Tape (Demo 1996)
- Awaken (1996)
- Mystica (1997)
- Rise Pantheon Dreams (Compilation, 2002)